# Ford Customline
Der Ford Customline war ein PKW-Modell von Ford, das von 1952 bis 1956 als mittleres Modell, parallel zu den Modellen Mainline und Crestline, bzw. Fairlane, gebaut wurde.

## Modelle Jahr für Jahr

### Modelle A2, B2, A3, B3, A4 und U4 (1952–1954)
Der Customline wurde im Februar 1952 als einer der Nachfolger des Ford Custom Deluxe präsentiert. Er war entweder mit einem neuen, obengesteuerten Sechszylinder-Reihenmotor mit 3.523 cm³ ausgestattet, der bei 3500/min 101 bhp (75 kW) abgab, oder mit dem vom Vorgänger bekannten V8-Motor mit 3.916 cm³ Hubraum, der auf 110 bhp (81 kW) bei 3.800/min. erstarkt war.
Der Customline war als 2- oder 4-türige Limousine, als 2-türiges Coupé und als 5-türiger Kombi (Country Sedan) verfügbar, letzteres allerdings nur mit V8-Motor.
Im Folgejahr wurden die Wagen ohne große Veränderungen weitergebaut. Auch 1954 gab es an den Karosserien nur kosmetische Veränderungen; dazu kam ein 3-türiger Kombi, und der 5-türige Kombi war auch mit Sechszylindermotor zu haben. Dieser Sechszylindermotor war neu und entwickelte aus 3.654 cm³ Hubraum eine Leistung von 115 bhp (85 kW) bei 3.900/min. Um den gebührenden Abstand zu wahren, stieg die Leistung des V8 ebenfalls auf 130 bhp (96 kW) bei 4.200/min.
Insgesamt entstanden in drei Jahren 1.838.499 Customline der 1. Serie.

### Modelle A5, U5, A6 und U/M/P-6 (1955–1956)
Im Oktober 1954 wurde die zweite Serie des Customline vorgestellt. Sie war komplett überarbeitet worden und die flacheren, breiteren und längeren Fahrzeuge zeigten kleine Heckflossen. Der Sechszylindermotor hatte eine Leistungsspritze bekommen und lieferte jetzt 120 bhp (88 kW) bei 4.000/min. Der V8-Motor war auf 4.457 cm³ aufgebohrt worden und leistete nun 162 bhp (119 kW) bei 4.400/min. Als Option gab es ein „Powerpack“, das aus einer Viervergaseranlage bestand und für 182 bhp (134 kW) bei ebenfalls 4.400/min. sorgte.
Die zweite Serie des Customline war 1955 nur als 2- oder 4-türige Limousine verfügbar. 1956 gab es wiederum nur geringe Veränderungen. Zu den beiden Karosserieformen des Vorjahres gab es noch eine 2-türige Hardtop-Limousine (Victoria). Der Sechszylindermotor leistete 137 bhp (101 kW) bei 4.200/min. und der V8 brachte es auf 173 bhp (127 kW) bei 4.400/min. Die Hochleistungsvariante fiel weg, aber die Wagen mit Getriebeautomatik (Ford-O-Matic) leisteten 3 bhp mehr.
Von der zweiten Serie des Customline entstanden 840.645 Stück. Im Folgejahr löste das Modell Custom 300 den Customline ab.

## Quelle
- Gunnell, John (Hrsg.): Standard Catalog of American Cars 1946–1975, Krause Publications Inc., Iola (2002), ISBN 0-87349-461-X